# Schleuderbunker
Schleuderbunker werden in der Turbinen- und Generatorfertigung eingesetzt, um die fertigen Produkte vor der Auslieferung auf ihre Stabilität bei der Rotation zu testen. Ein Schleuderbunker verfügt über meterdicke Betonwände, um die Bewegungsenergie von abfallenden Turbinenschaufeln oder geborstenen Wellen im Falle von Materialversagen aufzunehmen. 
Großgeneratoren und Turbinen müssen in Kraftwerken enorme Drehzahlen beherrschen (Nenndrehzahl 1500 bzw. 3000 min−1). Bei diesen Drehzahlen besitzen Generatorwellen oder Turbinen eine derart hohe Bewegungsenergie, dass ein Materialversagen zur großflächigen Gefährdung von Menschen und Gebäuden führen würde. Bei Turbinen sind besonders die Schaufeln gefährdet. Sollten diese sich von der Welle lösen, kann die gesamte Maschinenhalle eines Kraftwerks zerstört werden. Das Gleiche gilt für die Läufer von Generatoren. Diese sind besonders dann gefährdet, wenn die bremsende elektrische Last aus dem öffentlichen Stromnetz aufgrund eines Leitungsfehlers wegbricht und die Schnellschlussventile der Turbine nicht rechtzeitig schließen (Gefahr des Durchgehens eines Generators bei unbeherrschbaren Fliehkräften). Den umgekehrten Fall stellt der generatornahe Kurzschluss („satter Kurzschluss“) dar, der zum abrupten Abbremsen der Welle führt (Gefahr des Berstens aufgrund nicht beherrschbarer Bremskräfte). 
Turbinen und Generatoren werden deshalb vor ihrer Auslieferung und Inbetriebnahme in einem Schleuderbunker auf kritische Drehzahlen gebracht. Das Schleudern im Schleuderbunker stellt damit den wichtigsten Qualitätstest von Generatoren und Turbinen dar und sichert somit den einwandfreien Betrieb dieser Maschinen in Kraftwerken. Ein Schleuderbunker existiert z. B. auf dem Werksgelände von Siemens in Mülheim (Generator- und Turbinenfertigung).